# El cuarto ángel
El cuarto ángel (The Fourth Angel en V. O.) es una película inglesa de suspense de 2001 dirigida por John Irvin y escrita por Allan Scott. El filme está basado en una novela de Robin Neillands (bajo el seudónimo de Robin Hunter). La producción está protagonizada por Jeremy Irons, cuyo personaje busca vengarse de un grupo terrorista que mató a su familia durante un secuestro aéreo.

## Argumento
Jack Elgin (Jeremy Irons) es un editor que trabaja para The Economist que por motivos de trabajo "engaña" a su familia para cambiar los billetes de un vuelo que tenían programado para hacer un crucero por el Mediterráneo por una visita guiada por la India. Sin embargo, cuando el avión hace una parada no programada en Chipre a causa de un problema mecánico, un grupo terrorista de origen serbio conocido como Movimiento 15 de Agosto dirigido por Ivanic Loyvek y Karadan Maldic (Serge Soric e Ivan Marevich) secuestra la aeronave y amenaza con matar a los rehenes si en una hora no reciben 50 millones de dólares por parte del Departamento de Estado de los Estados Unidos. Finalmente el ejército accede a entregarles el dinero sin ser conscientes de que se trata de una trampa para liberar a los rehenes, sin embargo el rescate resulta ser un desastre cuando entre policía y asaltantes empieza un tiroteo en el que fallecen varias víctimas, entre las que se incluyen la mujer de Jack (Briony Glassco) y dos de sus hijos (Anna Maguire y Holly Woyd) quedando con vida Andrew Elgin (Joel Pitts)
El balance final de fallecidos resulta ser de quince mientras que los terroristas supervivientes han conseguido escapar. Tras culpar a los miembros de seguridad de negligencia profesional y ver como los secuestradores que han sido arrestados para ser posteriormente liberados sin cargos, decide llevar por su cuenta a los asesinos ante la justicia aunque ello signifique matarles. Para ello contará con la ayuda del agente del FBI: Jules Bernard (Forest Whitaker), el cual coopera con Scotland Yard en el Departamento de Lucha Antiterrorista.

## Reparto
- Jeremy Irons - Jack Elgin
- Forest Whitaker - Agente del FBI Jules Bernard
- Jason Priestley - Agente de la CIA Henry Davidson
- Briony Glassco - Maria Elgin
- Charlotte Rampling - Kate Stockton
- Lois Maxwell - Olivia
- Timothy West - Jones
- Joel Pitts - Andrew Elgin
- Anna Maguire - Joanne Elgin
- Holly Boyd - Julia Elgin
- Kal Weber - Kulindos
- Ian McNeice - Agente del MI5 Lewison
- Serge Soric - Ivanic Loyvek
- Ivan Marevich - Karadan Maldic